# Kaple svatého Antonína (Dolní Kounice)
Kaple svatého Antonína Paduánského a svatého Floriána (lidově Antoníček) se nachází na stejnojmenném kopci (260 m n. m.) na levém břehu řeky Jihlavy nad městem Dolní Kounice. Společně se zastaveními křížové cesty je chráněna jako kulturní památka České republiky. Každoročně se zde 5. května koná vinařská pouť a 4. října na svátek sv. Františka poděkování za úrodu.

## Historie
Kaple zasvěcená svatému Antonínovi a svatému Floriánovi byla založena v roce 1654 starosty a rychtáři Dolních Kounic a dalších obcí dolnokounického panství jako kaple přímluvná (votivní), mající přímluvou jmenovaných světců ochránit zúčastněné obce od přírodních pohrom. Účinku postavení kaple se brzy přičítalo, že od té doby kounické panství nepotkala žádná větší pohroma, takže záhy vznikla tradice pouti ke sv. Antonínu, první neděli po svátku světce (13. června). Pouť se stala významnou náboženskou slavností pro celé okolí, při níž bylo slouženo až 32 mší s českými i německými kázáními, jíž se účastnilo až 1700 poutníků.
Tak velkému množství věřících již původní stavba, o jejíž podobě se nedochovaly žádné zprávy, nedostačovala, proto byla zbořena a v roce 1757 na jejím místě postavena dnešní barokní stavba podle projektu Františka Antonína Grimma. Její stavbu financoval především tehdejší majitel panství, kníže Karel Maxmilián z Ditrichštejna. Za vlády Josefa II. měla být kaple zbořena, ale občané ze Závodí se postavili za její zachování s odůvodněním, že při povodních voda často smete most a oni se nemohou dostat na bohoslužby do farního kostela na pravém břehu řeky. Kaple tedy byla zachována, ale byly k ní zakázány všechny přespolní poutě a průvody, takže antonínská pouť byla napříště záležitostí pouze dolnokounické farnosti, jíž je dodnes.
Kaple má jeden hlavní a dva boční oltáře. Nad hlavním je obraz svatého Antonína, zachycující prý jeho skutečnou podobu a dovezený z italské Padovy. Nad ním je větší obraz svatého Floriána. Levý boční oltář je ozdoben obrazem Františka z Assisi, nad pravým bočním oltářem visí obraz dříve velice uctívaného patrona vinařů svatého Gotharda. Ve věži kaple visely dva zvony, starší a větší odlitý r. 1586 (pochází tedy z jiného kostela) a novější z r. 1658, zabavený pro vojenské účely r. 1917. Na kůru nad vchodem bývaly píšťalové varhany a v kapli byla uskladněna i dvě malá, asi 50 cm dlouhá děla (moždíře), z nichž veteráni stříleli při slavnostech na město. Část barokního vybavení kaple byla ukradena v 90. letech 20. století.